# Highfill
Highfill est une municipalité du comté de Benton, dans l’État de l’Arkansas aux États-Unis.

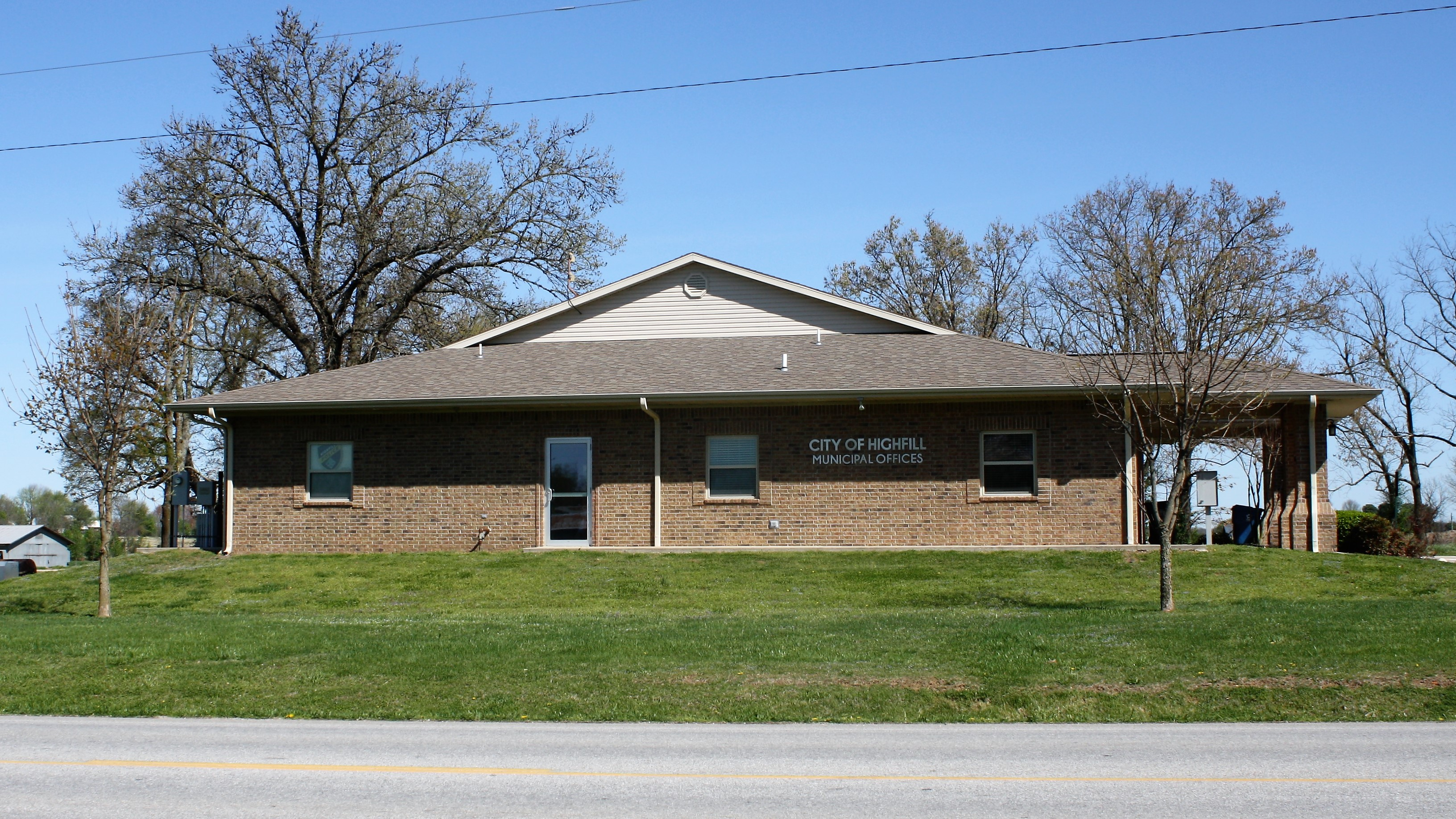
Mairie

## Démographie
| 1960 | 1970 | 1980 | 1990 | 2000 | 2010 |
| ---- | ---- | ---- | ---- | ---- | ---- |
| 92   | 80   | 92   | 84   | 379  | 583  |